# St. Nikolaus und Ulrich (Mögeldorf)

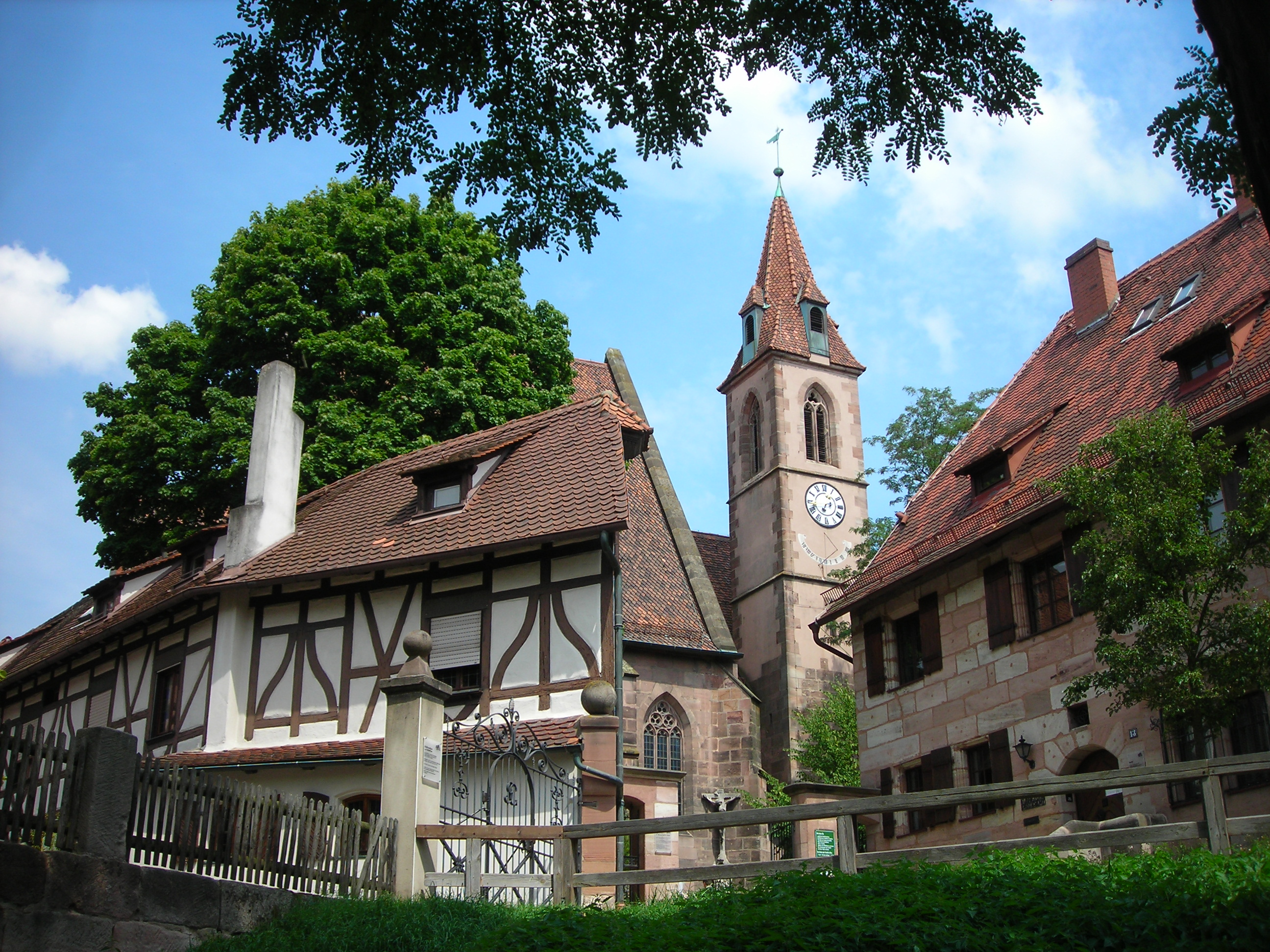
St. Nikolaus und Ulrich

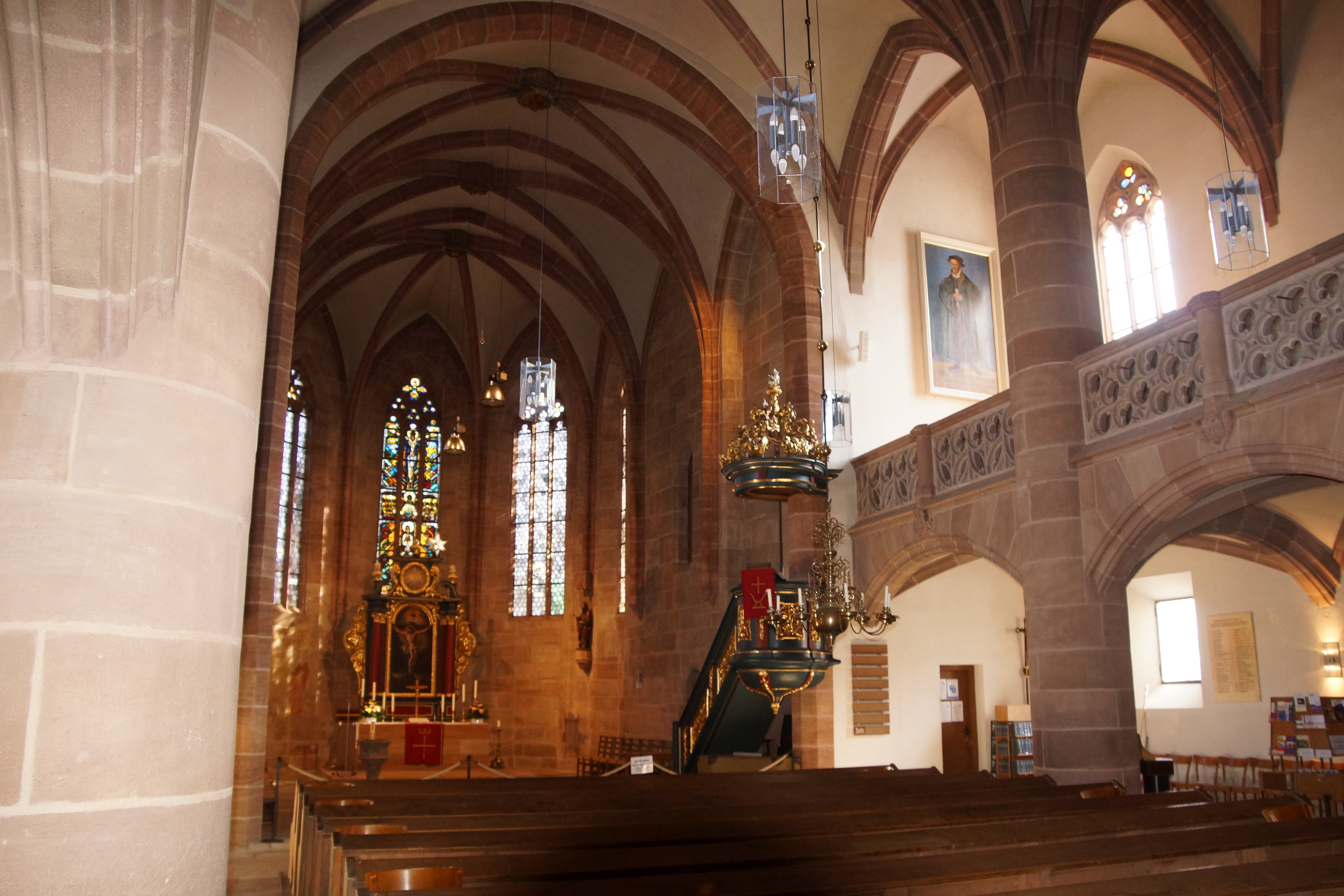
Innenraum zum Altar

Die denkmalgeschützte, evangelische Pfarrkirche St. Nikolaus und Ulrich steht in Mögeldorf, einem Stadtteil der kreisfreien Großstadt Nürnberg (Mittelfranken, Bayern). Das Bauwerk ist unter der Denkmalnummer D-5-64-000-1001 als Baudenkmal in der Bayerischen Denkmalliste eingetragen. Die Kirche gehört zum Prodekanat Ost des Dekanats Nürnberg im Kirchenkreis Nürnberg der Evangelisch-Lutherischen Kirche in Bayern.

## Beschreibung
Die dem heiligen Nikolaus und dem heiligen Ulrich geweihte Saalkirche wurde in den Jahren 1414–1416 gebaut. Das Langhaus in seiner heutigen Gestalt wurde 1449 erneuert, nachdem es im 1. Markgrafenkrieg in Brand gesteckt worden war. Die Holzbalkendecke wurde 1592 und die hölzernen doppelstöckigen Emporen an den Langseiten wurden 1599 entfernt und stattdessen ein steinernes Gewölbe eingezogen und ebenfalls steinerne Emporen errichtet.
1902 erfolgte westlich des Langhauses ein Anbau, der für die Aufstellung der Orgel bestimmt war. Die westliche Giebelwand wurde durchbrochen und auf halber Höhe eine Empore für die Orgel eingezogen. Die Orgel mit 37 Registern, zwei Manualen und einem Pedal wurde 1998 von Hermann Eule Orgelbau Bautzen gebaut.
Der barocke Altar ist mit zwei Säulen und einem gesprengten Giebel aufgebaut. Das Altarretabel von 1702 zeigt ein Ölgemälde eines unbekannten Malers mit Christus am Kreuz. Ein kleines gotisches Sakramentshaus stammt aus dem späten 15. Jahrhundert. Die bildliche Allegorie über die Konfession von 1602 stammt von Andreas Herneisen.